# Jamesbrittenia hereroensis
Jamesbrittenia hereroensis là một loài thực vật có hoa trong họ Huyền sâm. Loài này được (Engl.) Hilliard mô tả khoa học đầu tiên năm 1992.